# Xanthorhoe rectifasciaria
Xanthorhoe rectifasciaria là một loài bướm đêm trong họ Geometridae.